# Юзеф Грудзень
Юзеф Грудзень (пол. Józef Grudzień; 1 квітня 1939 — 17 червня 2017) — польський боксер, олімпійський чемпіон 1964 року, срібний призер Олімпійських ігор  1968 року, чемпіон Європи. 

## Аматорська кар'єра
Олімпійські ігри 1964 
- 1/16 фіналу. Переміг Тауно Галонена (Фінляндія) 4-1
- 1/8 фіналу. Переміг Алекса Ундо (Кенія) 4-1
- 1/4 фіналу. Переміг Стояна Пілічева (Болгарія) 5-0
- 1/2 фіналу. Переміг Рональда Гарріса (США) 4-1
- Фінал. Переміг Віліктона Бараннікова (СРСР) 5-0

На чемпіонаті Європи 1965 року зайняв друге місце, програвши в фіналі Бараннікову, а на чемпіонаті Європи 1967 року став чемпіоном.
Олімпійські ігри 1968 
- 1/32 фіналу. Переміг Хо Су Луна (Китайський Тайбей) 5-0
- 1/16 фіналу. Переміг Роберто Камінейрі (Куба) 5-0
- 1/8 фіналу. Переміг Ентоні Квіна (Ірландія) 4-1
- 1/4 фіналу. Переміг Енцо Петрілью (Італія) 5-0
- 1/2 фіналу. Переміг Звонимира Вуїна (Югославія) 5-0
- Фінал. Програв Ронні Гаррісу (США) 0-5